# Miejska Galeria Sztuki w Łodzi
Miejska Galeria Sztuki w Łodzi – galeria sztuki w Łodzi, samorządowa instytucja kultury, której organizatorem jest Urząd Miasta Łodzi. Organizuje wystawy indywidualne i zbiorowe artystów polskich i zagranicznych oraz wystawy problemowe.

## Struktura
Instytucja składa się z 4 czterech oddziałów:
- Ośrodek Propagandy Sztuki, mieści się przy ul. Sienkiewicza 44. Najstarsza galeria i pierwsza siedziba Miejskiej Galerii Sztuki w Łodzi.
- Galeria Willa/Galeria Chimera, mieści się przy ul. Wólczańskiej 31.
- Galeria Re:Medium, mieści się przy ul. Piotrkowskiej 113.
- Galeria Bałucka, mieści się przy Starym Rynku 2.

## Działalność
W 1924 dzięki Wydziałowi Oświaty i Kultury łódzkiego Magistratu swoją działalność rozpoczęła Miejska Galeria Sztuki w Łodzi. Jej utworzenie popierał również ówczesny prezydent miasta Marian Cynarski, a pierwszym dyrektorem został historyk sztuki i publicysta, Marian Dienstl-Dąbrowa. Celem działalności placówki było organizowanie wystaw plastycznych, ze szczególnym uwzględnieniem dokonań artystów łódzkich, stworzenie kolekcji dzieł sztuki oraz promocja szeroko pojętej kultury plastycznej.
Lata 1930-1939 należą w historii do szczególnie istotnych. Wtedy bardzo silne związki łączyły Galerię z Władysławem Strzemińskim, Katarzyną Kobro czy Henrykiem Stażewskim. Podczas Wystawy Plastyków Nowoczesnych w 1933 Strzemiński pokazał po raz pierwszy swoje najważniejsze obrazy 11 Kompozycji architektonicznych i 10 obrazów unistycznych, a Katarzyna Kobro 6 Kompozycji przestrzennych.
Od 1951 istniała jako łódzki oddział Centralnego Biura Wystaw Artystycznych w Warszawie, a od 1962 jako Biuro Wystaw Artystycznych w Łodzi.
Od lat 70. ważną sferą działalności Galerii jest gromadzenie dzieł sztuki. W dziale malarstwa najpełniej reprezentowany jest nurt sztuki nadrealno-metaforycznej (Zdzisław Beksiński, Kiejstut Bereźnicki, Jerzy Krawczyk, Zbigniew Makowski, Kazimierz Mikulski, Jerzy Nowosielski, Jonasz Stern).
Na początku lat 90. nazwa instytucji została zmieniona na Państwową Galerię Sztuki, a w 1997 przywrócono pierwotną nazwę — Miejska Galeria Sztuki w Łodzi. W szerokim zakresie prezentuje polską i obcą sztukę współczesną we wszystkich technikach i mediach.
W kolekcji znajdują się również prace przedstawicieli nurtu postkonstruktywistycznego (Zofia i Roman Artymowscy, Jan Berdyszak, Janusz Eysmont, Stefan Gierowski, Janusz Orbitowski, Henryk Stażewski i Ryszard Winiarski). Natomiast dział grafiki i rysunku jest w posiadaniu wielu zbiorów artystów łódzkich oraz unikalnych międzynarodowych kolekcji miniatur graficznych. Łącznie 14 608 prac.